# Рамляк, Младен
Младен Рамляк (хорв. Mladen Ramljak; 1 июля 1945, Загреб — 13 сентября 1978, Новска, Сисацко-Мославинская жупания) — югославский футболист, игравший на позиции защитника.

## Клубная карьера
Профессиональную карьеру начал в 1962 году в загребском «Динамо». Помог клубу дважды стать обладателем национального кубка и обладателем Кубка ярмарок. В 1973 году перешёл в нидерландский «Фейеноорд», где за один год стал национальным чемпионом и обладателем Кубка УЕФА. Карьеру футболиста завершил в 1978, выступая в составе АЗ.

## Международная карьера
Дебют за национальную сборную Югославии состоялся 8 мая 1966 года в товарищеском матче против сборной Венгрии. Был включен на Чемпионат Европы 1968 в Италии, где югославы взяли серебряные медали. Всего Рамляк провёл за сборную провёл 13 матчей.

## Смерть и память
Младен Рамляк погиб в автокатастрофе под Новской в возрасте 34 лет. С 2003 года проводится юношеский мемориальный турнир в его честь.

## Достижения

### Клубные
«Динамо» Загреб
- Обладатель Кубка Югославии: 1965, 1969
- Обладатель Кубка ярмарок: 1966/67

«Фейеноорд»
- Чемпион Нидерландов: 1973/74
- Обладатель Кубка УЕФА: 1973/74

### Международные
- Вице-чемпион Европы: 1968